# Chuck
Chuck е третият студиен албум на канадската рок група Sum 41. Албумът е издаден на 12 октомври 2004 година. Това е последния албум на групата, в който разполагат с водещия китарист Дейв Бакш. Той напуска групата на 11 май 2006 г., за да продължи кариерата си с новата си група Brigade Brown. "Chuck" достига № 2 в "Canadian Albums Chart" и е с най-високи класации от албумите на групата, докато той не е надминат от "Underclass Hero" през 2007 г. Това е най-тежкият и най-сериозният албум на групата. Албумът е продаден в над 5 милиона копия по целия свят.

## Песни
1. Intro 0:46
2. No Reason 3:04
3. We're All To Blame 3:38
4. Angels With Dirty Faces 2:23
5. Some Say 3:26
6. The Bitter End 2:51
7. Open Your Eyes 2:44
8. Slipping Away 2:29
9. I'm Not The One 3:34
10. Welcome To Hell 1:56
11. Pieces 3:02
12. There's No Solution 3:18
13. 88 4:40
14. Noots 3:51
15. Moron 2:00
16. Subject To Change 3:17
17. Get Back (Rock Remix) (Дует с Лудакрис) 4:13

## Chuck: Acoustic
Chuck Acoustic EP (Tour Edition Promo) е акустичен EP, издаден през 2005 от Sum 41 само в Япония.

## Песни
1. Pieces (Acoustic) 3:16
2. No Brains (Acoustic) 3:03
3. Over My Head (Better Off Dead) (Acoustic) 2:56
4. Some Say (Acoustic) 3:42
5. There's No Solution (Acoustic) 3:26